# Ataque de Jersón en mayo de 2023
El ataque de Jersón ocurrió la tarde del 3 de mayo de 2023, las tropas rusas dispararon artillería contra Jersón y otras ciudades en la parte del óblast homónimo bajo soberanía de Ucrania. El ataque dejó 24 fallecidos y 45 heridos.

## Detalles
En el distrito de Korabelny, los rusos dispararon contra el único hipermercado "Epitsentr" en funcionamiento de la ciudad, en el centro de la urbe, el supermercado "ATB", la gasolinera "OKKO", una ferretería, edificios residenciales, una fábrica y una estación de tren fueron atacadas. Durante el día, se dispararon 539 proyectiles contra la ciudad desde artillería, tanques, BM-21 Grad, vehículos aéreos no tripulados y aviación.
Además, varios otros asentamientos del óblast fueron bombardeados. En particular, tres trabajadores de la energía fallecieron debido al bombardeo cerca del pueblo de Stepanivka, y un residente local murió en su propio jardín en Tokárivka.
Hasta la mañana del día siguiente, se sabía que había alrededor de 23 muertos y otros 46 heridos en Jersón y el óblast, incluidos dos niños. El 8 de mayo, uno de los heridos murió en el hospital, elevando el número de muertos a 24.

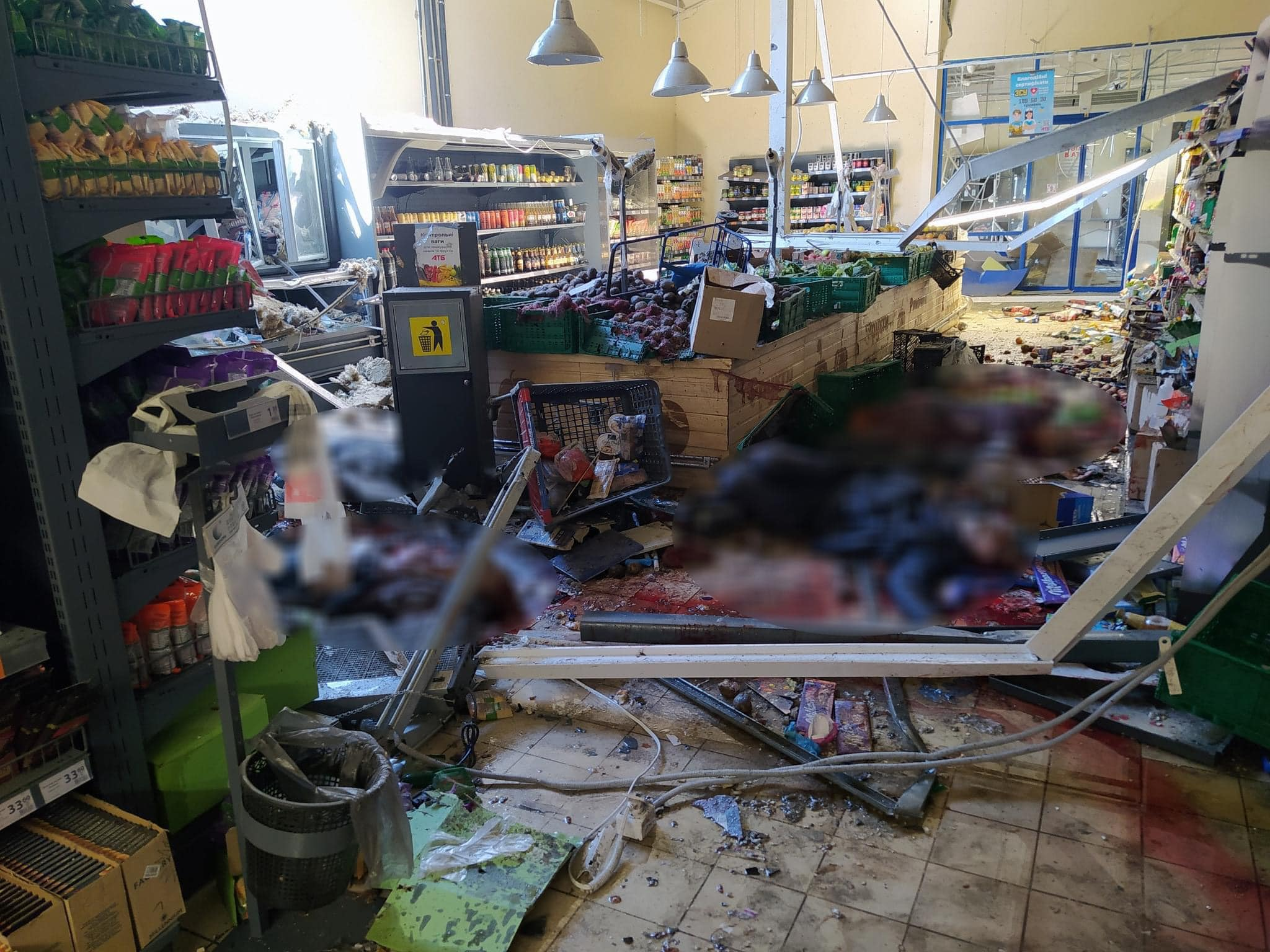
Los asesinados en la tienda "ATB".

## La reacción de las autoridades
El presidente de Ucrania, Volodímir Zelenski, publicó una foto con las consecuencias del ataque contra él mismo en el canal Telegram, escribiendo:

El mundo debe ver y saber esto. Una estación de tren y una estación de transbordo, una casa, una ferretería, una tienda de comestibles, una gasolinera, ¿sabes qué tienen en común estos lugares? El rastro de sangre dejado por Rusia con sus proyectiles, matando a civiles en Jersón y la región de Jersón. ¡Hasta ahora, 21 personas han muerto! 48 heridos! ¡Todos los civiles! ¡En un día incompleto! ¡En un área! Mis condolencias a las familias y seres queridos de las víctimas. Nunca perdonaremos a los culpables. ¡Derrotemos al país malvado y hagamos que todos los culpables respondan!

El jefe de la administración estatal regional de Jersón, Oleksandr Prokudin, anunció que se daría un toque de queda prolongado en Jersón desde el viernes por la noche hasta el lunes por la mañana. Además, la administración militar regional anunció tres días de duelo: los días 4, 5 y 6 de mayo, a partir de las 12 horas del 4 de mayo.